# Петър Жилков
Петър Михалев Жилков е български учител, участник в Априлското въстание.
Роден е в Копривщица през 1845 година. Скромен труженик на народната просвета, учителства в класното училище в Копривщица през периода 1861 – 1876 година. През 1875 се жени за Ана Каблешкова, сестра на Тодор Каблешков. Член на копривщенския революционен комитет. След потушаването на Априлското въстание е заточен на остров Родос. В свободна България по негова инициатива училището отново е отворено. Слаб и болнав, продължава да учителства в родния си град и се пенсионира след полувековна просветителска дейност. До края на живота му обаче няма ден, в който да не е при учениците.
Приживе Петър Жилков отказва всякакви награди, високи длъжности и опълченска пенсия с думите: „За дворно място не се борих, а за гробно. Борих се за свободата на българския дух. Тоя дух трябваше да има где да живее – да има своя земя“.
През 1920 г. е удостоен посмъртно с орден „Св. Александър“ IV степен.